# Cratere Opika
Opika  è un cratere sulla superficie di Venere.